# Cantone di Castillon-la-Bataille
Il Cantone di Castillon-la-Bataille era una divisione amministrativa dell'arrondissement di Libourne.
A seguito della riforma approvata con decreto del 20 febbraio 2014, che ha avuto attuazione dopo le elezioni dipartimentali del 2015, è stato soppresso.

## Composizione
Comprendeva i comuni di:
- Belvès-de-Castillon
- Castillon-la-Bataille
- Gardegan-et-Tourtirac
- Sainte-Colombe
- Sainte-Terre
- Saint-Étienne-de-Lisse
- Saint-Genès-de-Castillon
- Saint-Hippolyte
- Saint-Laurent-des-Combes
- Saint-Magne-de-Castillon
- Saint-Pey-d'Armens
- Saint-Philippe-d'Aiguille
- Les Salles-de-Castillon
- Vignonet